# Leptochiton troncosoi
Leptochiton troncosoi is een keverslakkensoort uit de familie van de Leptochitonidae. De wetenschappelijke naam van de soort is voor het eerst geldig gepubliceerd in 2004 door Carmona Zavilde, Urgorri & García.